# Un dîner perdu
Pour plus de détails, voir Fiche technique et Distribution.
Un dîner perdu est un film muet français réalisé par Georges Monca, sorti en 1910.

## Fiche technique
- Titre : Un dîner perdu
- Réalisation : Georges Monca
- Scénario : Guy Darthez
- Photographie :
- Montage :
- Société de production : Société cinématographique des auteurs et gens de lettres (S.C.A.G.L)
- Société de distribution : Pathé Frères
- Pays d'origine :  France
- Langue : français
- Métrage : 300 mètres
- Format : Noir et blanc — 35 mm — 1,33:1 — Muet
- Genre :  Comédie
- Durée : 10 minutes
- Numéro de catalogue Pathé : 3710
- Dates de sortie :
  - France : 25 novembre 1910

## Distribution
- Roger Monteaux : le fiancé
- Madeleine Carlier : la fiancée
- Jeanne Fusier : Marcelle
- Gina Barbieri : la mère